# Бомоны
Бомоны, де Бомон (фр. de Beaumont) — англо-французский дворянский род нормандского происхождения в Средние века. Дом де Бомон являлся одним из наиболее могущественных и влиятельных аристократических родов в Англонормандской монархии конца XI — начала XIII веков. Его представители являлись графами Лестера и Уорика, принимали активное участие в гражданской войне 1135—1154 годов и занимали наследственную должность лорда-стюарда Англии. Французской ветви дома де Бомон до 1204 года принадлежали графство Мёлан в Вексене и сеньория Бомон-ле-Роже в Центральной Нормандии. Мужская линия Лестерской ветви Бомонов пресеклась в 1204 году, после чего её владения и титулы перешли к Симону IV де Монфору. Уорикская линия вымерла к 1253 году, а её земли и титул графа Уорика унаследовал дом Бошан.

## Происхождение

Владения дома де Бомон во Франции
Домен короля Франции
Территория графства Мёлан
Герцогство НормандияЗелёным показаны центры владений Бомонов, из них подписаны основные замки

По легенде, основателем дома де Бомон был датский викинг Бернард Датчанин, прибывший в Нормандию вместе с Роллоном. При разделе завоеванной викингами территории за Бернардом были признаны земли между Сартой и Рислем. После смерти Роллона Бернард Датчанин одно время осуществлял функции регента Нормандии в период несовершеннолетия Вильгельма I. От сына Бернарда Торфа и внуков Торульфа и Туркетиля ведут своё начало нормандские семьи де Бомонов и д’Аркуров соответственно. Центром владений потомков Торфа стали замки Понт-Одемар и Бомон-ле-Роже, располагавшиеся в нижнем и среднем течении Рисля. Последний дал имя дому де Бомон. Уже в середине XI века род Бомонов считался одним из самых благородных, богатых и влиятельных нормандских семей. Рожер де Бомон (ум. ок. 1094) был одним из ближайших соратников Вильгельма Завоевателя и снарядил за собственный счёт 60 кораблей для перевозки его войска через Ла-Манш в 1066 году. За помощь в завоевании Англии Вильгельм предоставил Рожеру де Бомону обширные владения в Глостершире, Дорсете и Девоне. Кроме того, женитьба на Аделине де Мёлан принесла Рожеру графство Мёлан во французском Вексене.

## Основные представители
Рожер де Бомон стал основателем двух главных ветвей дома де Бомон. Его старший сын Роберт (ум. 1118) унаследовал бо́льшую часть владений отца: графство Мёлан, за которое Роберт был прямым вассалом французского короля, земли в Нормандии (Румуа, Брионн, Понт-Одемар, Ваттевиль и Бомон-ле-Роже), а также около 90 маноров в различных графствах Англии. В начале XII века Роберт де Бомон был главным советником короля Генриха I, играл ведущую роль в королевской администрации и получил титул графа Лестера. Двое его старших сыновей- близнецы Галеран (ум. 1166) и Роберт (ум. 1168) разделили английские и нормандские владения своего отца и стали основателями Мёланской и Лестерской линий де Бомонов соответственно. Брат Роберта-старшего Генрих Ньюбургский (ум. 1119), один из верных соратников короля Вильгельма II, был пожалован титулом графа Уорика, основав Уорикскую ветвь Бомонов.
В период правления Стефана Блуаского дом де Бомон был, очевидно, самым могущественным и влиятельным дворянским родом Англо-Нормандской монархии. Братья-близнецы Галеран, граф де Мёлан, и Роберт, 2-й граф Лестер, во многом определяли политику короля Стефана и служили одной из его опор во время гражданской войны 1135—1154 годов Галеран возглавлял оборону Нормандии, однако потерпел поражение от войск Жоффруа Плантагенета. В конце жизни Галеран сблизился с королём Франции, что привело к потере Мёланской линией Бомонов владений в Англии. В условиях обострившегося во второй половине XII века англо-французского противостояния двойственная вассальная подчинённость графов де Мёлан королям Франции (за Мёлан) и королям Англии (за сеньорию Бомон-ле-Роже в Нормандии) сыграла негативную роль. В 1204 году Филипп II Август, захвативший Нормандию, под предлогом сотрудничества Роберта II де Мёлана (ум. 1207) с англичанами, конфисковал его нормандские и вексенские владения. Это привело к падению мёланской линии Бомонов, хотя её боковые ветви сеньоров де Курсель-сюр-Мер и де Гурне-сюр-Марн продолжали существовать до конца XIV века.
Роберт де Бомон, 2-й граф Лестер, в период феодальной анархии упрочил свой контроль в северо-восточной части Средней Англии, а после установления на английском престоле династии Плантагенетов был назначен главным юстициаром Англии и сыграл значительную роль в формировании централизованного административного аппарата Анжуйской монархии.
Его сын Роберт де Бомон, 3-й граф Лестер (ум. 1190), недовольный усилением королевской власти, стал лидером восстания сыновей Генриха II в 1173—1174 годах и предпринял две военные экспедиции в Восточную Англию. Тем не менее после подавления мятежа он был прощён.
Его сын Роберт де Бомон, 4-й граф Лестер (ум. 1204), был соратником короля Ричарда Львиное Сердце в его крестовом походе, участвовал в битве при Рамле и взятии Акры, а на обратном пути вместе с королём попал в плен к австрийскому герцогу Леопольду V. Позднее граф Лестер возглавлял оборону Руана от французских войск и принимал участие в движении баронов в начале XIII века.
После смерти бездетного Роберта де Бомона в 1204 году его титул и владения перешли к Симону V де Монфору, лидеру альбигойского крестового похода, который был сыном Амиции, сестры Роберта. Со смертью Амиции в 1215 году Лестерская линия Бомонов угасла.

Герб дома де Бомон. Линия графов де Мёлан и графов Лестер.

Герб графов Уорик из рода де Бомон
(XIII век)

Представители Уорикской линии Бомонов, основанной Генрихом Ньюбургским, по своему влиянию и политической роли существенно уступали графам Лестер. Их владения располагались, главным образом в Уорикшире и Южном Уэльсе (Гауэр). Среди графов Уорик выделялся Генрих де Бомон, 5-й граф Уорик (ум. 1229), английский полководец, сохранявший верность королю в период баронских войн начала XIII века. Со смертью в 1253 году его дочери Маргариты Уорикская линия дома де Бомон пресеклась, а её владения и титулы унаследовал двоюродный брат Маргариты Уильям Модит (ум. 1267), от которого они перешли к роду Бошан. Бошаны носили титул графа, а позднее и герцога Уорик до середины XV века.

## Генеалогия
Бернард Датчанин, жена: Спрота из Бергена;
1. Торф (ум. ок. 1060), жена: Эмерберга, дочь Турстана, сеньора де Монфор-сюр-Рисль;
  1. Торульф (ум. после 1040), сеньор Понт-Одемара; жена: Дувелина, сестра Гунноры, гражданской супруги Ричарда I, герцога Нормандии;
    1. Онфруа де Виейль (ум. после 1040), сеньор де Понт-Одемар; жена: Альберия де Ла Хайе (ум. ок. 1010);
      1. Роберт де Виейль (ум. после 1066), сеньор де Брионн, де Ваттевиль, де Понт-Одемар и де Бомон;
      2. Рожер де Бомон (ум. 1094), сеньор де Бомон-ле-Роже, Брионн, Ваттевиль, Виейль и Понт-Одемар; жена: Аделина (ум. 1081), дочь Галерана III, графа де Мёлана;
        1. Роберт де Бомон (1049—1118), граф де Мёлан (c 1081), 1-й граф Лестер (c 1107); жена: Элизабет де Вермандуа (ум. 1131), дочь Гуго Великого, графа Вермандуа;
          1. Аделина де Бомон (р. ок. 1100), 1-й муж: Гуго IV, сеньор де Монфор-сюр-Рисль, 2-й муж: Ричард де Гранвиль;
          2. Эмма де Бомон (р. 1102);
          3. Изабелла де Бомон (ок. 1102—1172); 1-й муж: Гилберт де Клер, 1-й граф Пембрук (1000—1148); 2-й муж: Эрве де Монморанси, коннетабль Ирландии (ум. 1172). Сын Изабеллы де Бомон от первого брака — Ричард Стронгбоу де Клер, завоеватель Ирландии.
          4. Галеран IV де Бомон (1104—1166), граф де Мёлан (c 1118), граф Вустер (c 1138); 1-я жена (1136): Матильда де Блуа (ум. 1140), дочь Стефана Блуаского, короля Англии; 2-я жена (1142): Агнесса де Монфор (ум. 1181), дочь Амори III де Монфора, графа д’Эврё. Дети от 2-го брака:
            1. Роберт II де Бомон (ум. 1204), граф де Мёлан (c 1166); жена (ок. 1165): Мария Фиц-Рой, дочь Реджинальда Данстанвильского, графа Корнуолл;
              1. Галеран V де Бомон (ум. 1190), граф де Мёлан (c 1182); жена (1189): Маргарита де Фужер. Потомки Галерана V: сеньоры де Курсель-сюр-Мер;
              2. Пьер де Мёлан, монах в Англии;
              3. Анри де Мёлан;
              4. Мабила де Мёлан (ум. после 1204); муж: Уильям де Ревьер (ум. 1217), граф Девон
              5. Агнесса де Мёлан; муж: Ги IV де Ла Рош-Гюйон;
              6. Жанна де Мёлан; муж (1179): Робер II д’Аркур (ум. после 1212);

            2. Изабелла де Бомон (ум. 1220); 1-й муж (1161): Жоффруа де Майенн (ум. 1169); 2-й муж (1170): Морис II де Краон (ум. 1196);
            3. Амори де Бомон (ум. 1196), сеньор де Гурне-сюр-Марн; жена: Адела де Люзарш. Потомки Амори де Бомона:  сеньоры де Гурне-сюр-Марн;
            4. Рожер де Бомон, виконт д’Эврё; жена: Элизабет д’Оберганвиль;
            5. Галеран де Бомон, сеньор де Монфор-сюр-Рисль;
            6. Этьен де Бомон;
            7. Гуго де Бомон, сеньор де Блиншфельд;
            8. Мария де Бомон; муж: Гуго Тальбот, барон де Клефвиль;
            9. Амиция де Бомон; муж: Анри де Феррьер;
            10. Дюда де Бомон; муж: Гийом де Молин;

          5. Роберт де Бомон (1104—1168), 2-й граф Лестер (с 1118); жена: Амиция де Монфор (ум. ок. 1168), дочь Рауля II, сеньора де Монфор и де Бретёй;
            1. Хависа де Бомон (ум. 1197), муж (1150): Уильям Фиц-Роберт, 2-й граф Глостер (ум. 1183);
            2. Роберт де Бомон (ум. 1190), 3-й граф Лестер (c 1168); жена: Пернелла, дочь Гуго де Гранмесниля;
              1. Гийом де Бретёй (ум. 1189);
              2. Роберт де Бомон (ум. 1204), 4-й граф Лестер (c 1190), лорд-сенешаль Англии; жена: Лоретта, дочь Уильяма де Браоза, 4-го барона Брамбера;
              3. Роджер де Бретёй, канцлер Шотландии, епископ Сент-Эндрюсский;
              4. Амиция де Бомон (ум. 1215); 1-й муж (1175): Симон (IV) де Монфор (ум. 1188); 2-й муж (до 1188): Гийом III де Барре (ум. 1234). Потомки Амиции де Бомон и Симона де Монфора унаследовали владения и титул графов Лестер;
              5. Маргарита де Бомон (ум. 1215); муж: Сэйр де Квинси (ум. 1219), граф Уинчестер (ум. 1219);
              6. Хависа, монахиня;
              7. Пернелла;

            3. Изабелла де Бомон (ум. после 1188); 1-й муж (ок. 1138): Симон де Санлис, 2-й граф Нортгемптон (ум. 1153); 2-й муж: Жерве де Дадли (ум. 1194);
            4. Маргарита де Бомон (1125-ок. 1185); муж: Рауль IV де Тосни (ум. 1162);

          6. Гуго де Бомон (р. 1106), граф Бедфорд, жена: дочь Симона де Бошана;
            1. Хью Бедфорд, жена: Амиция де л’Иль;
              1. Абель Бедфорд;

          7. Альберия де Бомон; муж: Гуго II де Шатонёф-ан-Тимере;
          8. Матильда де Бомон (р. ок. 1114); муж: Гийом Ловель, сеньор д’Иври;

        2. Генрих де Бомон (ум. 1119), 1-й граф Уорик (с 1088); жена: Маргарита Першская (ум. после 1156), дочь Жоффруа II, графа де Мортань-дю-Перш;
          1. Рожер де Бомон (1102—1153), 2-й граф Уорик (c 1119); жена: Гундрада де Варенн (ум. после 1166), дочь Вильгельма де Варенна, графа Суррея;
            1. Вильгельм де Бомон (ум. 1184), 3-й граф Уорик (c 1153); 1-я жена: Маргарита д’Эйвиль; 2-я жена (до 1175): Матильда Перси (ум. 1204), дочь Вильгельма де Перси (ум. 1175) и Аделизы де Клер (ум. до 1166), сестры Гилберта Фитц-Ричарда;
            2. Валеран де Бомон (1153—1204), 4-й граф Уорик (c 1184); 1-я жена: Марджери д’Ойли (ум. до 1196); 2-я жена: Алиса д’Аркур (ум. после сентября 1212);
              1. (от 1-го брака): Генрих де Бомон (ум. 1229), 5-й граф Уорик (с 1204); жена: Филиппа Бассет;
                1. Томас де Бомон (ум. 1242), 6-й граф Уорик (c 1229); жена: Эла, дочь Уильяма Длинного Меча, графа Солсбери;
                2. Маргарита де Бомон (ум. 1253), 7-я графиня Уорик (c 1242); 1-й муж: Джон Маршал (ум. 1242), лорд-маршал Ирландии; 2-й муж: Джон дю Плесси (ум. 1263);

              2. Валеран де Бомон;
              3. Алиса де Бомон; муж: Уильям Модит. Потомки Алисы де Бомон из дома Бошанов унаследовали владения и титул графа Уорик;
              4. Гундреда де Бомон;

            3. Агнесса де Бомон; муж: Жоффруа II, сын Жоффруа де Клинтона, камергера Генриха I;
            4. Маргарита де Бомон;
            5. Гундрада де Бомон (ок. 1135—1200); 1-й муж: Гуго Биго, 1-й граф Норфолк; 2-й муж: Рожер де Гланвиль;

          2. Роберт де Бомон (ум. 1159), сеньор де Нёфбур, сенешаль и генерал-лейтенант Нормандии; жена: Годехильда де Тосни, дочь Ральфа де Тосни;
          3. Ротру де Бомон (ум. 1183), епископ Эврё (с 1139), архиепископ Руана (с 1164);
          4. Жоффруа де Бомон;
          5. Генрих де Бомон; жена: Маргарита де Готвиль;

        3. Альберия де Бомон (ум. 1112), аббатиса Этона;

      3. Вильгельм де Виейль;
      4. Дунельма де Виейль;

  2. Туркетиль (ум. после 1024), сеньор Турвиля; жена: Анселина де Монфор-сюр-Рисль. Потомки: дом д’Аркур.